# Бојан Ђокић
Бојан Ђокић (рођен 12. маја 1983. године у Приштини), српски је историчар.

## Биографија
У Београду је завршио XI гимназију и студије историје на Филозофском факултету. Докторске студије историје уписао је 2015. године на Филозофском факултету Универзитета у Новом Саду, а докторску дисертацију одбранио је 2019. Тема: Српска јавност о међунационалним односима у САП Косово 1981-1989. У периоду од 2007. до 2013. године радио је у више београдских основних школа и гимназија као наставник/професор историје на замени. Од 1. новембра 2013. године до 1. новембра 2017. године радио је у Музеју жртава геноцида у Београду као стручни сарадник. Био је ангажован на пројектима „Злочини на Косову и Метохији у XX и XXI веку“, „Злочини на простору бивше Југославије у XX и XXI веку“ и „Жртве рата 1941 – 1945.“. Истраживао је у Архиву Србије, Архиву Југославије, Историјском архиву Београда, Дипломатском архиву Министарства иностраних послова Србије, Архиву Музеја жртава геноцида, итд.
Од 2018. ради у Фонду за хуманитарно право као истраживач и аналитичар на пројекту "Косовска књига памћења". Објавио је 33 рада у научним часописима и зборницима радова у земљи и иностранству. Учествовао је на 17 научних конференција у земљи и иностранству. Аутор је једне изложбе са рецензијом. Област интересовања: живот и дело Митре Митровић, модернизацијски процеси у послератној Југославији, Холокауст, геноцид и злочини на просторима бивше Југославије, право и криминологија, страдање српског и другог мањинског становништва на Косову и Метохији 1941 – 2004. године, људска права, јавност, међуетнички односи на Косову и Метохији, уништавање духовно-културне баштине на Косову и Метохији, култура сећања и меморијализација, методика наставе. Како му је у средишту интересовања мањинско становништво, његов рад фокусиран је на унапређењу жртава и развоју неконфликтног и свеобухватног приступа бављењу последицама Другог светског рата и ратова током 90-их година XX века на простору бивше Југославије као и изградњи бесконфликтног друштва у Републици Србији и региону. Сарађује са бројним удружењима који у средишту интересовања имају жртве и њихова права: Удружење логораша и потомака логора Независне државе Хрватске „Јасеновац“, Удружење „Маутхаузен“, Удружење породица киднапованих и убијених на Косову и Метохији, итд.
У последњих неколико година редовно је присуствовао поменима и парастосима који се одржавају за жртве Другог светског рата и ратова током 90-их година XX века: Јасеновац, Доња Градина, Сисак, гробље Мирогој, Јастребарско, Крагујевац, Старо сајмиште, Јајинци, итд. Учесник је бројних трибина, јавних часова и промоција књига о жртвама Другог светског рата и ратова током деведесетих година XX века на просторима бивше Југославије, а у јавности је присутан и објављивањем текстова у новинама и интернет порталима. Говори енглески, служи се руским.

## Награде и признања
За посебно квалитетан научно-истраживачки рад из области виктимологије, а који је фокусиран на жртве Холокауста и ратова из 90-их година XX века у Југославији, добитник је награде Виктимолошког друштва Србије за 2017. годину.